# Mirella
Mirella Sierra Fernandez, mais conhecida como MC Mirella ou Mirella (São Caetano do Sul, 8 de junho de 1998), é uma cantora, compositora e dançarina de funk brasileira.

## Carreira
Sua carreira no funk se iniciou em 2016 com a produtora musical RW, cantando canções de funk ousadia que em pouco tempo alcançaram milhares de visualizações no YouTube.  Em julho de 2017, assinou contrato com a gravadora Warner Music Brasil e se tornou um dos principais nomes do gênero no país.
Em 2018, mantinha agenda lotada de shows por todo o país, chegando a fazer 30 apresentações por mês e muitas vezes mais de um show por dia. Seu canal oficial no YouTube já somava mais 500 milhões de visualizações e mais de 2 milhões de inscritos, além de mais de 3 milhões de seguidores no Instagram.
Em julho de 2020, assinou um contrato milionário com a gravadora Love Funk, empresa parceira da KondZilla Records. No mês anterior, ela havia rompido com a produtora GR6 após dois anos sendo gerenciada pela empresa.

### Televisão
Mirella iniciou sua carreira na televisão fazendo participações no quadro Funkeirinhos, do Programa Raul Gil, em 2019.
Em 8 de setembro de 2020, Mirella foi confirmada como uma das vinte participantes da décima segunda temporada do reality show A Fazenda da RecordTV, sendo a décima eliminada da competição em uma roça contra Mateus Carrieri e Stéfani Bays com 29,44% dos votos para ficar. Com sua participação, Mirella atingiu mais de um milhão de ouvintes mensais em sua conta oficial do Spotify.
Em 27 de abril de 2021, a MC foi confirmada como uma das participantes da quinta temporada do reality show Power Couple Brasil, exibido pela RecordTV, competindo juntamente com seu parceiro Dynho Alves. Eles foram o segundo casal eliminado do programa com 28,12% dos votos para ficar em uma D.R. contra Déborah Albuquerque & Bruno Salomão e Filipe Duarte & Nina Cachoeira.
Em 25 de agosto de 2022, Mirella é confirmada no elenco da segunda temporada do reality show De Férias com o Ex: Caribe, exibido pela MTV e Paramount+.

## Vida pessoal
Mirella nasceu na cidade de São Caetano do Sul, município da Região Metropolitana de São Paulo. Durante sua infância e começo da adolescência, ela sofreu muito bullying na escola por ser muito magra e desajeitada. Aduz que, na época, tinha uma autoestima muito baixa, o que acabou influenciando muito em sua vida. Estudou violino clássico e dominou os fundamentos de instrumentos de corda como violão e cavaco, mas não desenvolveu este aspecto de sua musicalidade por, segundo a própria cantora, "não gostar de carregar os instrumentos por aí" Em fevereiro de 2017, começa a se relacionar com o dançarino Dynho Alves.
Em fevereiro de 2021, durante o programa Hora do Faro, na RecordTV, a MC ficou noiva após um pedido surpresa feito pelo seu então namorado Dynho Alves. No mesmo mês, se casaram em uma cerimônia religiosa em Cancún, no México. Em novembro de 2021, a cantora anunciou a separação, após nove meses de casamento, enquanto seu marido participava de A Fazenda 13. Mirella é publicamente bissexual, e teve relações amorosas com mulheres antes de namorar Dynho. O divórcio terminou em julho de 2022. Em abril de 2023 reataram o casamento e no mês seguinte, eles anunciaram que esperavam o primeiro filho. Em 26 de dezembro de 2023, nasceu Serena na cidade de São Paulo.
Em entrevista ao podcast Creators, revelou que suas principais influências são o grupo Furacão 2000, o rapper americano Kanye West, Sabotage e seu atual produtor, Kondzilla. Na mesma ocasião, revelou faturar dois milhões de reais com a venda de conteúdo adulto. 

## Discografia

### Extended plays(EPs)
| Álbum     | Detalhes |
| --------- | --- |
| Abusada   | - Lançamento: 6 de maio de 2020 - Formato(s): EP - Gravadora: GR6 Music - Plataforma(s): Apple Music, Spotify        |
| Bem Plena | - Lançamento: 25 de setembro de 2020 - Formato(s): EP - Gravadora: Love Filmes - Plataforma(s): Apple Music, Spotify |

### Videoclipes
Como artista principal
| Título                                            | Lançamento              | Produção          | Canal           | Fonte               |
| ------------------------------------------------- | ----------------------- | ----------------- | --------------- | ------------------- |
| "Ela Não é Santa" (part. MC Delano)               | 18 de fevereiro de 2017 | KondZilla Filmes  | Canal KondZilla | [ 26 ]              |
| "Amiga Falsiane"                                  | 30 de junho de 2017     | Thalees Produções | Detona Funk     | [ 27 ]              |
| "Eu Não Perdi, Eu Me Livrei"                      | 22 de setembro de 2017  | KondZilla Filmes  | Canal KondZilla | [carece de fontes?] |
| "Te Amo Piranha" (com MC Bella)                   | 6 de outubro de 2017    | KondZilla Filmes  | Canal KondZilla | [ 27 ]              |
| "Cansei Vacilão"                                  | 6 de novembro de 2017   | KondZilla Filmes  | Canal KondZilla | [ 28 ]              |
| "Mulherão"                                        | 28 de fevereiro de 2018 | Ciclone Filmes    | Ciclone Funk    | [carece de fontes?] |
| "Vou Tacar"                                       | 20 de abril de 2018     | Ciclone Filmes    | Ciclone Funk    | [carece de fontes?] |
| "Quer Mais?" (com Pocah)                          | 2 de novembro de 2018   | Hitmaker          | Pocah           | [ 27 ]              |
| "O Seu Amigo Fode Fode "                          | 21 de janeiro de 2019   | Ciclone Filmes    | Ciclone Funk    | [ 27 ]              |
| "Cria de Favela" (part. DJ Gabriel do Borel)      | 9 de junho de 2019      | Camerafly Filmes  | Ciclone Funk    | [ 29 ]              |
| "ICE" (com Luck Muzik)                            | 15 de março de 2020     | Bright Filmes     | Luck Muzik      | [ 30 ]              |
| "Mulher Foda" (com Hyperanhas)                    | 15 de junho de 2020     | KondZilla         | Canal KondZilla | [carece de fontes?] |
| "Mustang" (com MC Bragança)                       | 10 de agosto de 2020    | Love Filmes       | Love Funk       | [carece de fontes?] |
| "Saudade" (com Luck Muzik)                        | 11 de setembro de 2020  | A Luz Records     | Luck Muzik      | [ 31 ]              |
| "Bem Plena"                                       | 25 de setembro de 2020  | Love Filmes       | Love Funk       | [ 32 ]              |
| "Toma Coça"                                       | 25 de fevereiro de 2021 | Love Filmes       | Love Funk       | [ 33 ]              |
| "Deu Mole" (com Lais Bianchessi)                  | 6 de abril de 2021      | Love Filmes       | Love Funk       | [ 34 ]              |
| "Me Leva Pra Tua Quebra"                          | 6 de maio de 2021       | Love Filmes       | Love Funk       | [ 35 ]              |
| "Empoderada" (com Melody e Bella Angel)           | 24 de maio de 2021      | Love Filmes       | Love Funk       | [ 36 ]              |
| "Passando o Rodo" (com Pocah, Lara e Tainá Costa) | 04 de dezembro de 2021  | WM Brazil         | Warner Music    |                     |

Como participação especial
| Título     | Artista         | Lançamento            | Produção                 | Canal           | Notas  |
| ---------- | --------------- | --------------------- | ------------------------ | --------------- | ------ |
| "Me Adota" | Sandro & Cícero | 21 de junho de 2019   | SinC Produtora Artística | Sandro & Cícero | [ 37 ] |
| "Fuga"     | Muryllo         | 23 de outubro de 2020 | Caio Passos              | Muryllo         | [ 38 ] |

## Filmografia

### Televisão
| Ano  | Título                    | Papel                    | Notas                | Ref.   |
| ---- | ------------------------- | ------------------------ | -------------------- | ------ |
| 2019 | Programa Raul Gil         | Jurada                   | Quadro: Funkeirinhos | [ 8 ]  |
| 2020 | A Fazenda                 | Participante (11º lugar) | Temporada 12         | [ 9 ]  |
| 2021 | Power Couple Brasil       | Participante (12º lugar) | Temporada 5          | [ 12 ] |
| 2022 | De Férias com o Ex Caribe | Participante             | Temporada 2          |        |

## Prêmios e Indicações
| Ano  | Prêmio                | Categoria      | Nomeação                                                   | Resultado | Ref.          |
| ---- | --------------------- | -------------- | ---------------------------------------------------------- | --------- | ------------- |
| 2022 | MTV Millennial Awards | Feat. Nacional | Passando o Rodo (Pocah, Lara Silva, Mirella e Tainá Costa) | Venceu    | [ 39 ] [ 40 ] |